# Huna

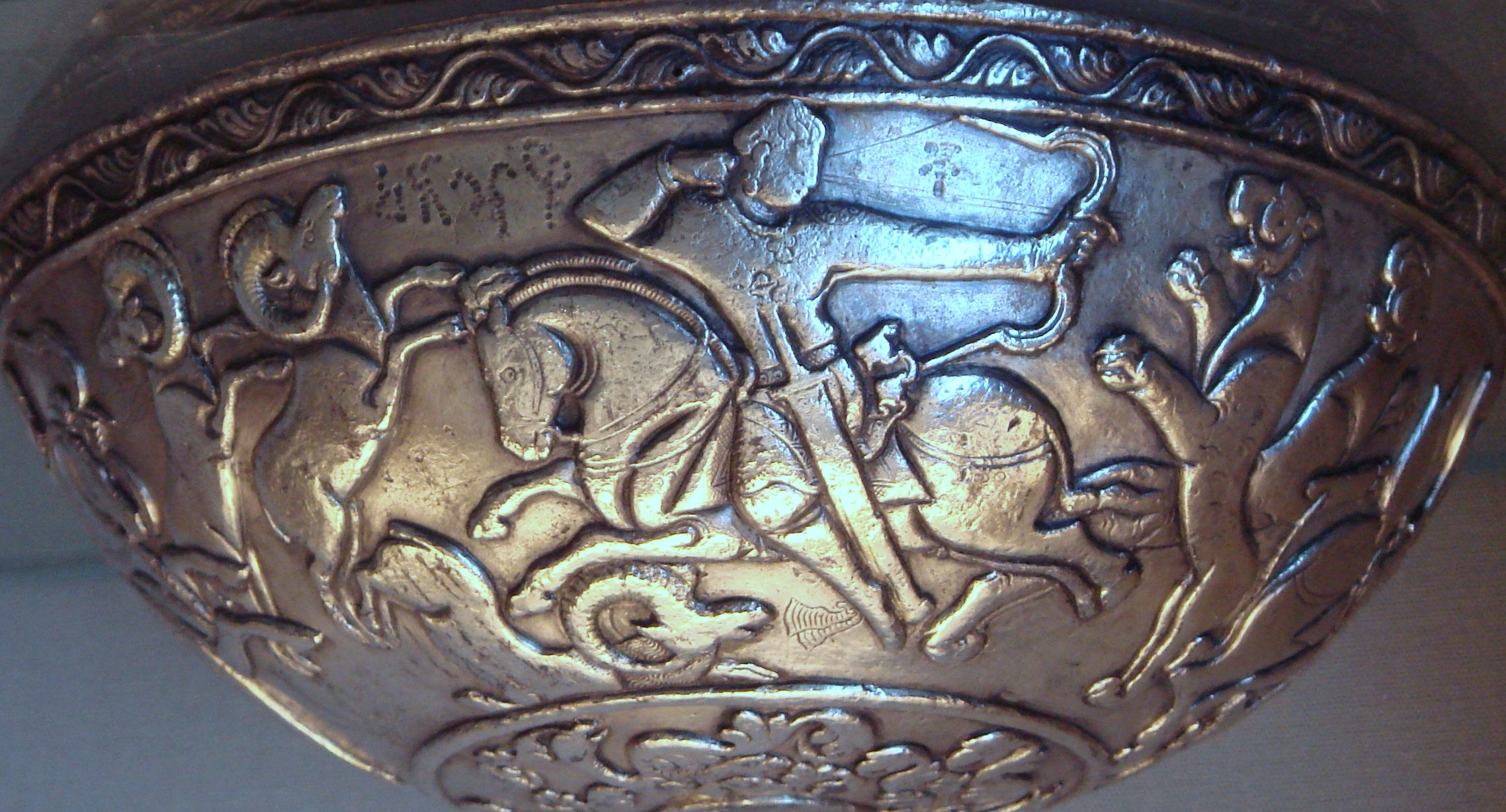
El "Bol Hefthalita", Frontera del Nord-oest Pakistan, V-VI segle. Museu Britànic.

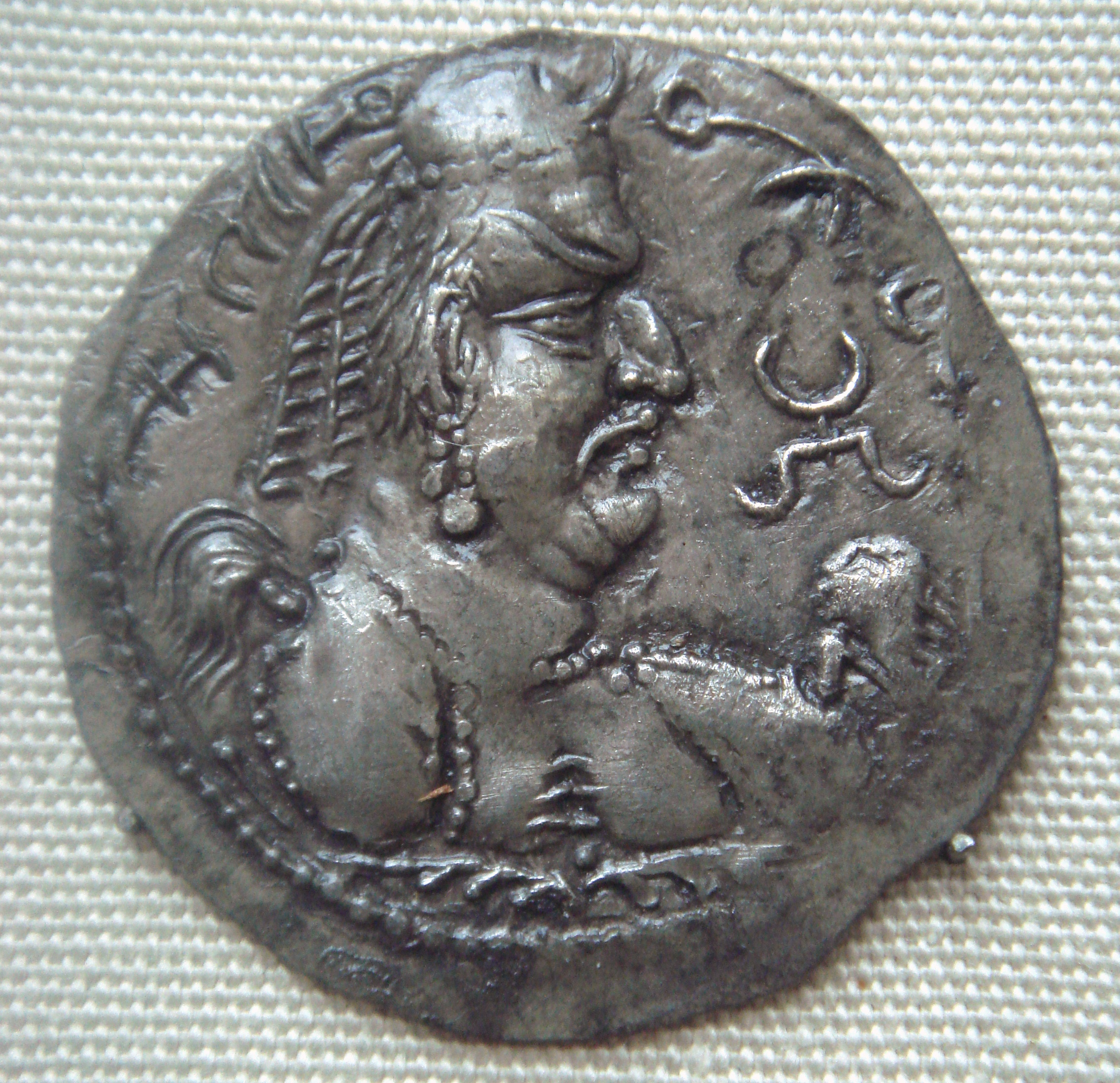
Moneda Huna del rei Lakhana d'Udyana, llegenda: "Raja Lakhana (Udaya) Ditya ".

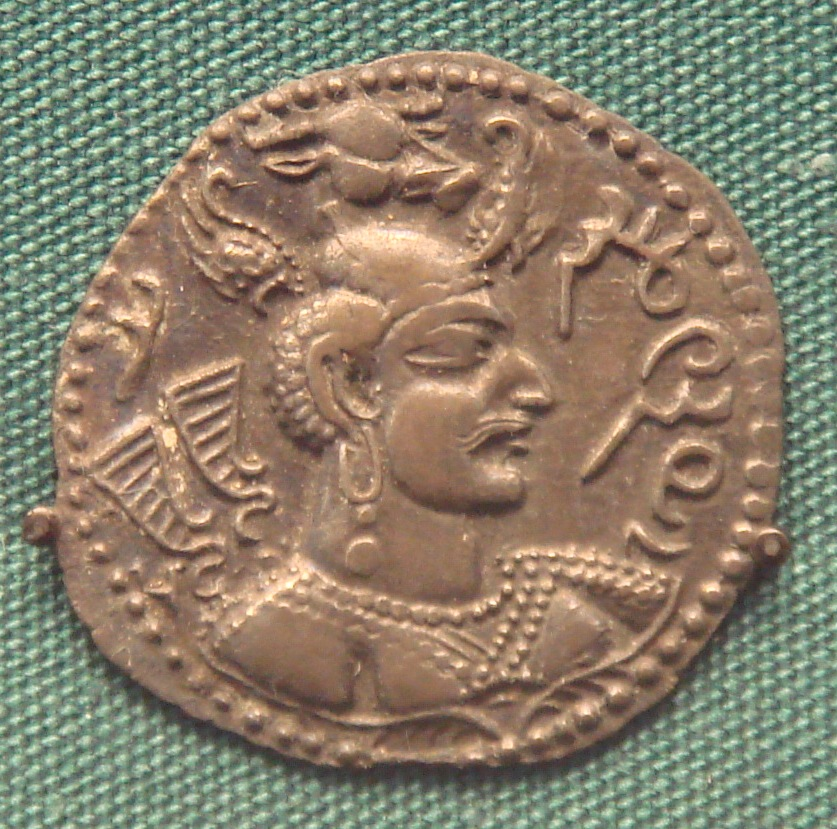
Rei Huna Napki Malka.

Huna fou el nom de les tribus khionites parlants de l'iranià que van envair l'Índia del nord durant la primera part del 5è segle.

## Història

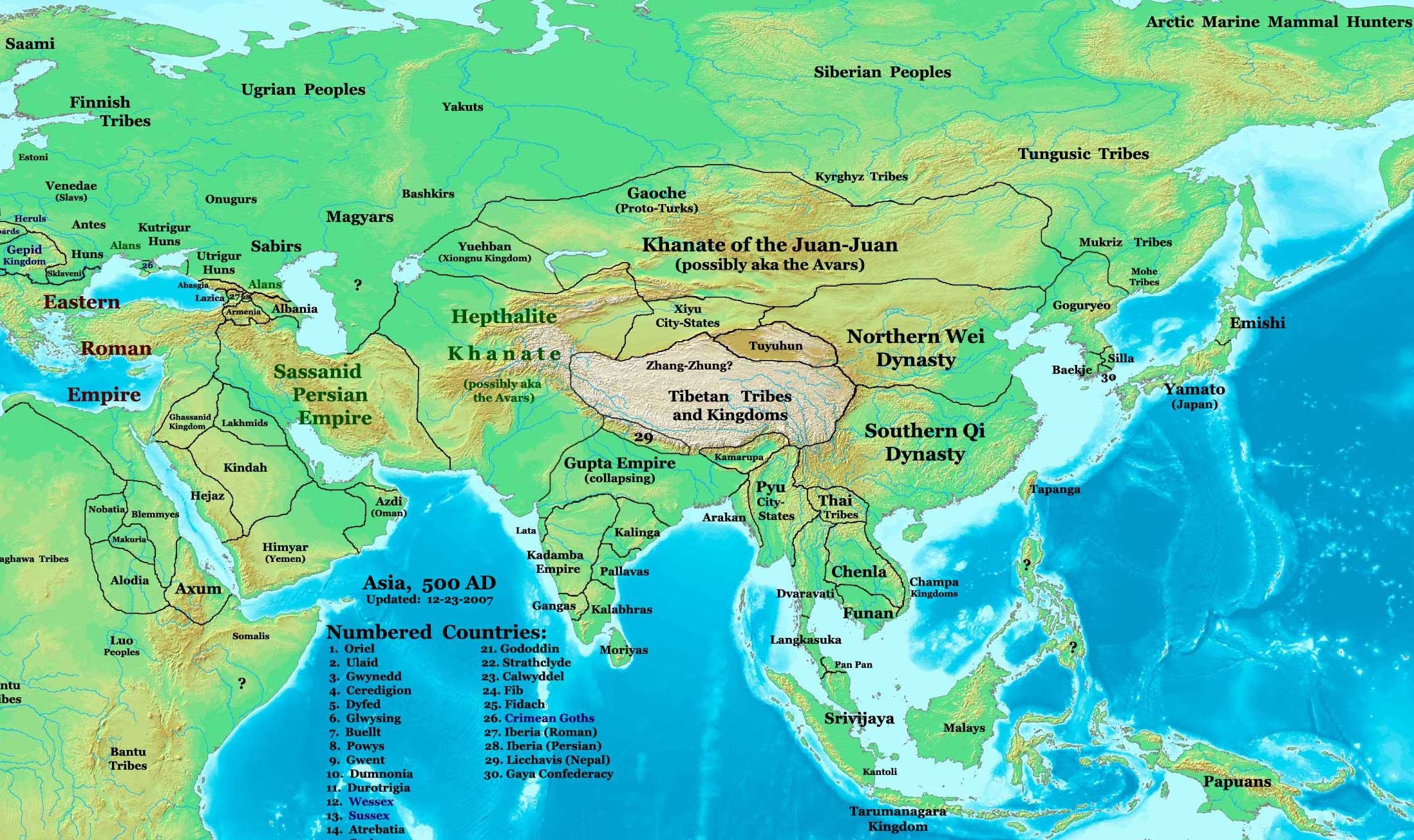
Àsia el 500, mostrant el domini Huna en la seva màxima extensió.

Els khionistes de l'Àsian central constaven de quatre hordes en quatre direccions cardinals. Els huna del nord eren els Huns Negres, els huna del sud eren els Huns Vermells, els huna orientals eren els Huns Celestials, i els huna occidental era els Huns Blancs o Heftalites. Aquest article principalment es refereix als Alkhon i la seva elit governant Indo-Heftalita. Sembla que aquestos foren part del grup heftalita, que es va establir al país llavors anomenat Bharatvarsha i al dia present Índia prop de la primera part del cinquè segle. A vegades s'anomenen "Hono" a les seves monedes, però sembla que eren similars als Huns que van envair el món occidental.
Apareixeren primer a l'Índia nord-occidental i parts de l'Iran oriental. Durant la seva invasió, els hunes aconseguiren capturar al rei sassànida Peroz I, i l'intercanviaren per un rescat. Utilitzaren les monedes del rescat per marcar-les i per copiar-les, iniciant així una encunyació inspirada des de dissenys sassànides.
El Bhishma Parva del Mahabharata, suposadament editat al voltant del IV o V segles, en un dels seus versos, menciona els hunes amb els parasikes i altres tribus mlechha del nord-oest, incloent-hi els yavanes, xines, kamboges, darunes, sukritvahes, kulatthes, etc. Segons el Dr. V. A. Smith, els versos són evocadors del període en què els hunes van entrar en contacte amb la dinastia sassànida de Pèrsia.
Els erudits creuen que rei Raghu, l'heroi del Raghuvamsha (IV i V segles) era de fet el rei Chandragupta Vikramaditya de la dinastia gupta. Segons l'èpica, havia començat una expedició militar i després de derrotar i subjugar les poblacions locals pel camí va entrarr en contacte amb els parasikes sassànides de l'Iran i els va derrotar després d'una baralla feroç. Llavors va continuar al nord des de l'Iran i arribant al riu Vamkshu (o Oxus) on va lluitar amb els hunes. Després de derrotar-los va creuar l'Oxus i va xocar amb els kamboges, un antic poble irànic que troba menció freqüent en textos asiàtics meridionals.
Brihat Katha Manjari de Kashmiri Pandit Kshmendra (segle xi) també reclama que el rei Vikramaditya havia massacrat el sakes, barbares, hunes, kamboges, yavanes, pahlaves, parasikes i tushares, etc. i amb això havia alleugerit la terra d'aquests mlechhes pecaminosos. Hi ha encara un altre text bramànic antic, el Katha-saritsagara de Somadeva que també testifica que el rei Vikramaditya havia envaït els territoris de les tribus del nord-oest incloent-hi els kashmires i havia destruït els Sanghes dels Mlechhes (la referència als Sanghas en aquest context òbviament al·ludeix als sanghes dels madrakes, yaudheyes, kamboges, malles o malaves, sibis, arjunayans, kulutas i kunindes, etc). Els que sobrevisqueren van acceptar la seva sobirania i molts d'ells uniren a les seves forces militars.
Aquestes referències suggereixen que el guptes en efecte van tenir topades amb els hunes al nord-oest. Skandagupta se suposa que hauria repel·lit una invasió Huna el 455, però continuaven pressionant la frontera nord-oest de l'Àsia del sud (modern Pakistan), i van travessar l'Índia del nord al final del segle v, accelerant la desintegració de l'Imperi Gupta.
Segons Litvinsky, els atacs inicials dels hunes o del clan alkhon sobre Gandhara van tenir lloc a finals del segle V o inicis del VI, a la mort del governant gupta, Skandagupta (455-470), presumiblement dirigits pel Tegin Khingila. M. Chakravary, basant-se en històries xineses i perses creu que els hunes van conquerir Gandhara als Ki-to-lo (Kidarites) vers el 475. Gandhara havia estat ocupat per diversos principats kidarites des de començaments del segle iv, però és encara un tema de debat pel que fa a si el govern es va transferir directament del kidarites als heftalites. Se sap que els huns va envair Gandhara i el Punjab des de la vall de Kabul després de vèncer als principats kidarites.
El governant alkhon Toramana va establir el seu govern sobre Gandhara i Panjab occidental, i fou succeït pel seu fill Mihirakula el 520, el qual va tenir la capital a Sakala, la moderna Sialkot, al Panjab pakistanès. Els guptas continuaven resistint als hunes, i s'aliaren amb els governants dels estats indis veïns.
Els hunes van patir una derrota davant de Yasodharman de Malwa el 528, i el 542 Mihirakula havia estat expulsat de les planes de l'Índia del nord, prenent refugi a Caixmir, i es creu que després va morir aviat. Mihirakula es recorda en les històries índies i xineses contemporànies per a la seva crueltat i la seva destrucció de temples i monasteries, amb l'hostilitat particular cap al budisme.

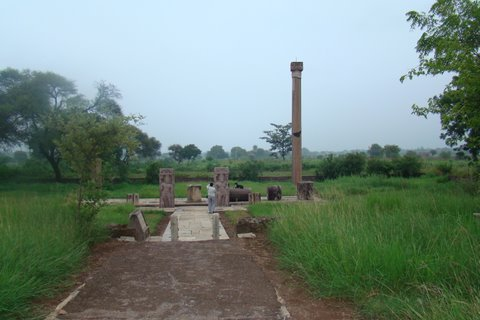
Pilar de la victòria de Yashodharman a Sondani, Mandsaur

Els hunes foren després derrotats al voltant de 565 per una coalició de sassànides i Turcs Occidentals.
Després del final del segle VI poc s'enregistra a l'Índia sobre els hunes. Van fer aliança matrimonial amb els gurjars i s'assimilaren a la comunitat Gurjar dominant.
El clan Gurjara apareixia a Índia del nord al voltant del temps de les invasions Huna del nord, i més tard va establir un cert nombre de dinasties que governaren a Índia del nord, incloent-hi els Pratihares de Kanauj. Els orígens gurjara i la seva relació als heftalites no estan ben documentats, i la qüestió està subjecte a un debat considerable. Tanmateix, Huna és un del gotras prominents entre els gurjars i molts pobles huna (gurjar) es poden trobar a Ghaziabad i Bulandshahr. Algunes subcastes rajput com els Huna, els Jat i els Barnwal poden ser d'ascendència Huna.
El rei Devapala de la dinastia Pala de Bengala (810 − 850) es diu que va envair i va rebre homenatges dels vindhyes, dravides, hunas, gurjares i kamboges a l'oest.
Els hunes s'esmenten en la crònica en tibetà  Dpag-bsam-ljon-bzah (L'excel·lent Kalpa-Vrksa), junt amb pobles com els yavanes, kamboges, tukhares, khaqses, darades, etc.

## Religió
Els huns indo-aris foren fervents adoradors del déu Sol i de Shiva.